# Minnetonka Beach
Minnetonka Beach – miasto w Stanach Zjednoczonych, w stanie Minnesota, w hrabstwie Hennepin.